# Cithara sanctorum
Die Cithara sanctorum ist eines der ersten in slawischer Sprache gehaltenen lutherischen Gesangbücher.

## Vorbemerkung

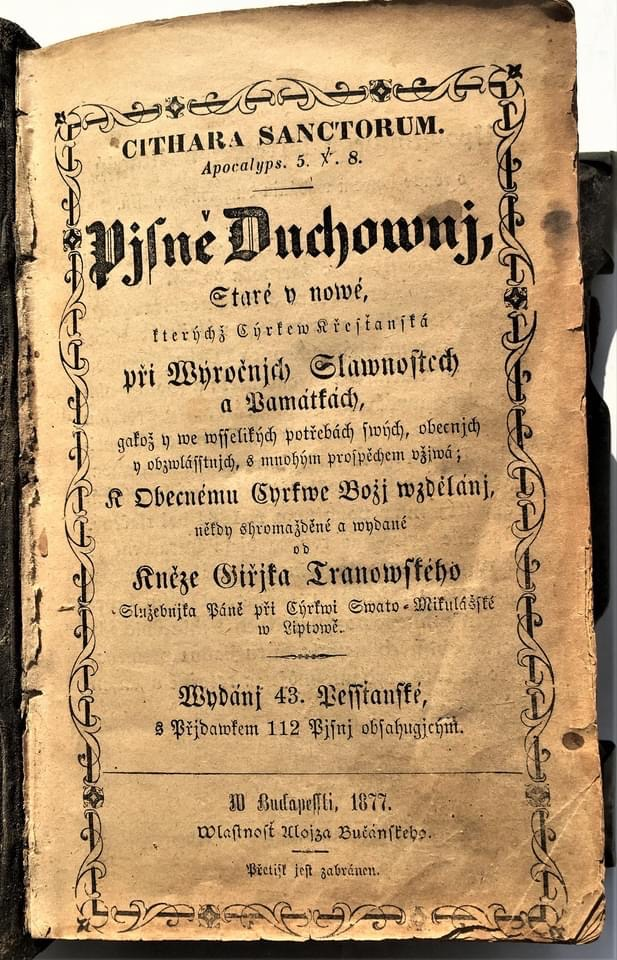
Cithara sanctorum, Titelseite, im Verlag von Alojz Bučanský, Budapest 1877

Vor der Reformation bestand in der Heiligen Messe der Römisch-katholischen Kirche der Kirchengesang aus der geistlichen 'Schola Cantorum', an der sich die restliche Gemeinde nicht beteiligte. Schon auch deshalb nicht, weil diese Gesänge in Kirchenlatein vorgetragen wurden, die von der Mehrzahl der Kirchenbesucher der damaligen Zeit nicht verstanden wurden. In der nachreformatorischen Zeit, etwa ab Mitte des 16. Jahrhunderts kristallisierte sich deshalb die Gattung des Kirchenliedes (jeweils in der Landessprache) als fester Bestandteil der lutherischen Liturgie sowie des Gottesdienstes heraus. Martin Luther war es wichtig den Gläubigen zu vermitteln, dass neben dem Gebet auch der Gesang zum aktiven Dialog der Gläubigen mit Gott beiträgt. Neben der Lesung der Bibel und der Predigt wurde das geistliche Lied ein legitimer Bestandteil der gemeinsamen liturgischen Zeremonien und Gottesdienste in den evangelisch-lutherischen Gemeinden.
Zu den eindrucksvollsten Leistungen des Protestantismus in jener Zeit zählt die 'Erbauungsliteratur' die von der Trostschrift bis zum Predigtdruck, vom Gebetbuch bis zum Gesangbuch reicht. Deren Funktion bestand in jedem Fall darin, den Gläubigen emotional wirksame Identifikationshilfen mit den protestantischen Lehrinhalten zu vermitteln.

## Entstehung und Entwicklung des Kantionals
Der Kantional wurde von dem aus Schlesien stammenden Dichter, lutherischen Theologen und Prediger Georg Tranoscius geschaffen.
Die Cithara sanctorum (d. „Harfe der Heiligen“) ist das bedeutendste Gesangbuch nicht nur der slowakischen Lutheraner in ehemaligen Königreich Ungarn (bzw. der Slowakei), sondern auch in Böhmen, Mähren und Schlesien. Die Erstausgabe erschien im Jahre 1636 bei dem Buchdrucker Benedikt Brewer in Leutschau. Der Text der Titelseite lautet folgendermaßen:

„Cithara sanctorum.
Písně duchovní staré i nové, kterýchž Církev křesťanská při Výročních Slavnostech a Památkách, jakož i ve všelikých potřebách svých obecných a obzvláštnych s mnohým prospěchem užívá. K nimž přidány jsou písně Dr. Martina Luthera, všecky z nĕmecké řeči do naši slovanské přeložené. Od kněze Jiříka Tranovského, služebníka Páně při církvi svatomikulášské v Liptově. Vytištěné v Levoči u Vavřince Brewera. Leta 1636.“

„Alte und neue geistliche Lieder, die von der christlichen Gemeinde bei Jubiläen, Feierlichkeiten und Gedenkfeiern, sowie bei allen allgemeinen und besonderen (gottesdienstlichen) Bedürfnissen mit Gedeihen nutzt. Beigefügt sind auch Lieder D. Martin Luthers, alle aus der deutschen Sprache in unsere slawische Sprache übersetzt. Von Pfarrer Georg Tranoscius, Diener des Herrn in der Gemeinde von Sankt Nikolaus in Liptau. Gedruckt in Leutschau bei Benedikt Brewer. Im Jahre 1636.“

Die erste Ausgabe der Cithara aus dem Jahre 1636 enthielt 412 Lieder. In dieser Ausgabe waren auch Noten beigefügt. Tranoscius widmete sich in der Tradition Martin Luthers nicht nur Bibelübersetzungen, sondern er war auch auf dem Feld des evangelischen Kirchenliedes mit eigenen Schöpfungen tätig. Der Kantional enthält somit neben Chorälen der Böhmischen Brüder und eigenen Schöpfungen von Tranoscius auch Übersetzungen der Lieder Martin Luthers, sowie Texte anderer deutscher reformatorischer Autoren. (Im Kantional aus dem Jahre 1636 waren 108 eigene Schöpfungen von Tranoscius enthalten, 60 Lieder sind Übersetzungen von Liedern Martin Luthers, bzw. anderen deutschen Autoren der Reformationszeit).  Das Gesangbuch besteht aus insgesamt 712 Seiten recto und verso in gotischer Frakturschrift und Noten in quadratischer Notation auf einer Fünflinienzeile. Die erste Ausgabe benötigte eine adäquate Ausstattung für den Druck in Buchstaben und in der Notenschrift. Brewer musste deshalb seine technischen Elemente für Typographie mit Hilfe eines Zeichengießers aus Krakau modifizieren.
Als Sprache benutzte Tranoscius das 'Alttschechische', der Kralitzer Bibel. Im Laufe der Jahrhunderte entwickelte es sich zur 'Liturgiesprache' der slowakischen Lutheraner und war bis in die zweite Hälfte des 20. Jahrhunderts in der Liturgieagende bei Gottesdiensten im Gebrauch, bis es von der von Ľudovít Štúr kodifizierten slowakischen Schriftsprache abgelöst wurde.

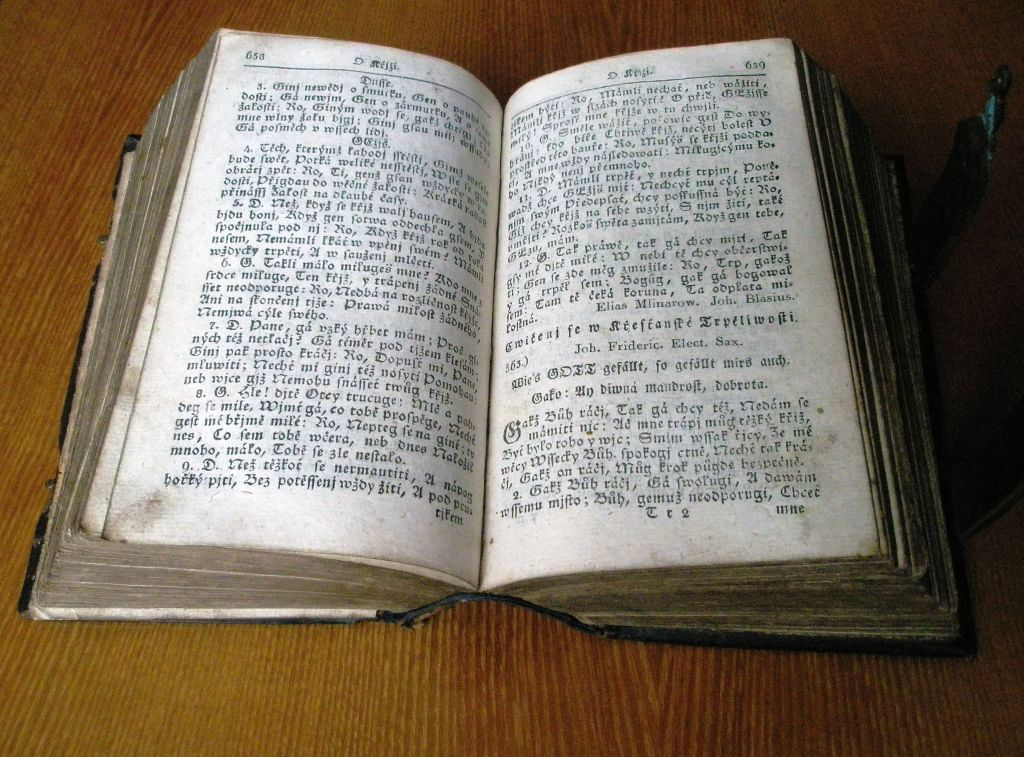
Cithara sanctorum, gedruckt in Pest im Jahre 1828

Von der Leutschauer Erstausgabe aus dem Jahre 1636 ist nur ein Exemplar bekannt, das sich in der Slowakischen Nationalbibliothek (SNK) in St. Martin an der Turz befindet. Zwischen 1636 und 1711 (Gegenreformation) wurden insgesamt dreizehn Ausgaben gedruckt; in der Offizin Brewer in Leutschau insgesamt neun (1636, 1638, 1653, 1674, 1680, 1684, 1693, 1696, 1711), in Trentschin zwei (1647, 1659) und in Sillein zwei (1686, 1707). In der Leutschauer Ausgabe von 1653 werden dem Kantional erstmal Gebete beigefügt.
Das letzte Drittel des 17. Jahrhunderts war der Beginn der Gegenreformation im damaligen Königreich Ungarn. Dieser Trend hielt auch in der ersten Hälfte des 18. Jahrhunderts an, das Land sollte vonseiten der in Ungarn herrschenden Macht der katholischen Habsburger sowie der Amtskirche rekatholisiert werden. Die Evangelischen verloren damals alle ihre Rechte, worunter das kulturelle Klima beträchtlich litt. An der Spitze dieser Bewegung stand der damalige Erzbischof von Gran Georg Szelepcsényi, welcher bereit war den zwischenzeitlich in Königreich Ungarn etablierten Protestantismus auch gewaltsam zurückzudrängen. Das bekamen auch die protestantischen Druckereien in Leutschau und Bartfeld zu spüren. Die Offizin Brewer musste 1740 ihre Produktion einstellen. Nach 1711 durften in Königreich Ungarn keine Neuausgaben gedruckt werden und deshalb wurden die Ausgaben der Cithara nach 1711 nach Deutschland verlegt.
Im Jahre 1736 wurde in Deutschland die Jubiläumsausgabe der Cithara sanctorum vorbereitet, die in Leipzig gedruckt wurde. Das Vorwort lautet:

“Modlitby Křesťanské, [...] které před tjm syc obzwlásstně tisstěny býwaly; nynj pak připogeny gsau k Kancyonálu Autorowu, aby y Pjsně y Modlitby ged- noho a téhož Autora w gedné knize se zdržowaly“. A ďalej sa píše: „Kterážto práce, a k dobrému obecnému náklonnost, gakož dosawad wděčně byla od wssech wděčných přigata a chwálena, tak s welikým prospěchem vžjwána: tak, že pro nedostatek prwnjch Exemplarů, musel Kancyonál tento giž několikrát znowa tlačen býti.”

„Die christliche Gebete, [...] welche vorher zwar einzeln gedruckt wurden, jetzt aber mit dem Kantional des Autors zusammengefügt sind, damit die Lieder und die Gebete des gleichen Autoren in einem Buch platzgefunden haben.“ Weiter schreibt man: „Wobei diese Arbeit durch die Neigung für das Wohlbefinden aller dankbaren Menschen, wie immer angenommen und gelobt, mit so großem Fortgang verwendet wurde: so, dass wegen Mangels an ersten Exemplare, dieser Kantional schon mehrmals wiedergedruckt werden musste“

Ein Jahr nach dem 100-jährigen Jubiläum erschien 1737 in Leipzig eine weitere Ausgabe. Diese Leipziger Ausgabe fällt aus dem Rahmen der klassischen Ausgaben heraus, da sie keine Gebete enthält. Der Text der Titelseite lautet folgendermaßen:

„CITHARA SANCTORUM, Zgew. 5, 8. aneb Żalmy a Písně Duchovní staré y nové, kterýchž Cýrkew Ewangelická při weyročních Slawnostech a Památkách a w Potřebách obecnjch y obzwlasstnjch k Chwále Boží, a k hognému w Duchu obweselenj a potessenj s mnohým prospěchem Buď k zpjwanj, buď k tichému modlenj se, buď k wynauċenj we wsselikých ċlankách uċenj Křestianského, užíwati může. s wěrnou pilnostj Z několik starých Bratřj českých, kněze G. Třanovského, také z Žitavskeho y giných Kancyonalů shledané, djlem též w nowé z neměckého přeložené, a wssudy Podle Wjry swaté Ewangelické prawid- la spořadané a nynj spolu wydané. N. 410. Nalezagj se w Lipsku u Sam. Benj. Waltera, Leta P. 1737.“

„CITHARA SANCTORUM, Apoc. 5, 8. oder Psalmen und geistliche Lieder, alte und neue, welche die evangelische Kirche bei den Jahresfeierlichkeiten und Jubiläen und im allgemeinen und dem besonderen Gebrauch zum Gotteslob und zur ausgiebigen Erfreuung und Vergnügung des Geistes mit vielfältiger Begünstigung, oder zum Singen, oder zum stillen Beten, oder zur Ausbildung in verschiedenen Artikeln der christlichen Lehre verwenden kann. Mit treuen Fleiß einiger Tschechischer Brüder, Pastor J. Tranovský, aus dem Zitavsky und anderen Kantionalen ausgesucht, teilweise auch neu aus dem Deutschen übersetzt, und überall nach dem heiligen evangelischen Glauben und seinen Regeln angeordnet und jetzt ausgegeben. N. 410. Befindet sich in Leipzig bei Sam. Benj. Walter, im Jahre G(ottes). 1737.“

Im Laufe der Jahrhunderte erschien der Kantional Cithara sanctorum in über 140 bisher bekannten Ausgaben. Diese wurden teilweise in verschiedenen Städten und Druckereien innerhalb des damaligen Königreiches Ungarn und Deutschlands – und nach 1918 in der Tschechoslowakei – gefertigt. Zahlreiche Ausgaben erschienen in der zweiten Hälfte des 18. Jahrhunderts in der Offizin von Michael Landerer in Preßburg, sowie bei verschiedenen Verlegern in Budapest und Békéscsaba.
In jeder Ausgabe der Cithara stieg stetig Anzahl der Lieder: 1636 (412), 1674 (562), 1727 (812), 1745 (998), 1895 (1131). In der letzten Ausgabe im Jahre 1971 enthielt sie 1305 Lieder.
Am 27. April 1898 wurde in Liptau Sankt Nikolaus – der letzten pastoralen Wirkungsstätte von Tranoscius – der slowakische Buchverlag Tranoscius gegründet der auf christliche evangelische Literatur spezialisiert war. In diesem Verlag erschienen zahlreiche Publikationen die Cithara sanctorum betreffend.
Die Cithara sanctorum gehört in der Slowakei zu den meistgedruckten Werken des Landes. Deshalb wurde im Jahre 1895 vom Hymnologen Ján Mocko mit dem Aufbau der Tranoscius-Bibliothek begonnen. Sitz der Bibliothek ist Liptau Sankt Nikolaus und Träger der Bibliothek ist der „Tranoscius-Verein-slowakischer Evangelischer“.